# Zračna luka Mehrabad
Zračna luka Mehrabad (IATA kod: THR, ICAO kod: OIII) smještena je u jugozapadnom Teheranu u sjevernom dijelu Irana odnosno Teheranskoj pokrajini. Nalazi se na nadmorskoj visini od 1208 m. Zračna luka ima dvije asfaltirane uzletno-sletne staze dužine 4038 i 3992 m odnosno jednu betonsku stazu dužine 474 m, a koristi se za tuzemne i inozemne letove, te vojne svrhe. Desetljećima je bila glavna i najprometnija iranska zračna luka, no njen značaj konstantno opada od 2004. godine kada je 30 km južnije izgrađena modernija i veća Zračna luka Imam Homeini. Danas se Zračna luka Mehrabad koristi većinom za domaće letove, dok se brojni međunarodni preusmjeravaju na novu zračnu luku.

## Vanjske poveznice
- (perz.)(engl.) Službene stranice Zračne luke Mehrabad  Arhivirana inačica izvorne stranice od 16. ožujka 2016. (Wayback Machine)
- (engl.) DAFIF, World Aero Data: OIII  Arhivirana inačica izvorne stranice od 5. ožujka 2019. (Wayback Machine)
- (engl.) DAFIF, Great Circle Mapper: THR

Ostali projekti
|  | Zajednički poslužitelj ima još gradiva o temi Zračna luka Mehrabad |